# Acústico MTV: O Rappa
Acústico MTV: O Rappa é o segundo álbum ao vivo e o segundo DVD da banda carioca O Rappa, lançado em 2005 pela WEA Music. Produzido por Carlos Eduardo Miranda e pelo próprio grupo, o álbum, que faz parte da série Acústico MTV, da MTV Brasil, foi gravado nos dias 13 e 14 de julho de 2005 no estúdio Locall, em São Paulo. Em 2020, a revista Rolling Stone Brasil o elegeu como um dos 11 melhores Acústicos MTV brasileiros de todos os tempos.
Este é o primeiro DVD do grupo totalmente focado em um show completo (seu primeiro DVD, O Silêncio Q Precede O Esporro, lançado em 2004, é um projeto diferenciado, dividido em três partes: um pocket-show na Toca do Bandido, um documentário sobre a produção do álbum homônimo com depoimentos da banda e um show no Olimpo).

## Faixas
CD
| N.º | Título                                                 | Álbum original                        | Duração |  |
| 1.  | "Na Frente do Reto"                                    | Inédita                               | 5:29    |  |
| 2.  | "Mar de Gente"                                         | O Silêncio Q Precede o Esporro (2003) | 4:54    |  |
| 3.  | "Brixton, Bronx ou Baixada"                            | O Rappa (1994)                        | 5:53    |  |
| 4.  | "Homem Amarelo" (participação especial do Siba)        | Lado B Lado A (1999)                  | 6:33    |  |
| 5.  | "Lado B Lado A"                                        | Lado B Lado A                         | 5:15    |  |
| 6.  | "Reza Vela"                                            | O Silêncio Q Precede o Esporro        | 6:29    |  |
| 7.  | "Se Não Avisar o Bicho Pega"                           | Lado B Lado A                         | 4:39    |  |
| 8.  | "Rodo Cotidiano" (participação especial da Maria Rita) | O Silêncio Q Precede o Esporro        | 6:17    |  |
| 9.  | "Não Perca as Crianças de Vista"                       | Inédita                               | 5:22    |  |
| 10. | "Pescador de Ilusões"                                  | Rappa Mundi (1996)                    | 5:06    |  |
| 11. | "O Salto"                                              | O Silêncio Q Precede o Esporro        | 5:42    |  |
| 12. | "Papo de Surdo e Mudo"                                 | O Silêncio Q Precede o Esporro        | 5:00    |  |
| 13. | "Eu Quero Ver Gol"                                     | Rappa Mundi                           | 6:34    |  |

DVD
1. "Na Frente do Reto"
2. "Mar de Gente"
3. "Bitterusso Champagne"
4. "Brixton, Bronx ou Baixada"
5. "Homem Amarelo" (participação especial do Siba)
6. "Mitologia Gerimum" (participação especial do Siba)
7. "Lado B Lado A"
8. "O Novo Já Nasce Velho"
9. "Reza Vela"
10. "Se Não Avisar o Bicho Pega"
11. "O Que Sobrou do Céu" (participação especial da Maria Rita)
12. "Rodo Cotidiano" (participação especial da Maria Rita)
13. "Não Perca as Crianças de Vista"
14. "Pescador de Ilusões"
15. "O Salto"
16. "Cristo e Oxalá" (participação especial do Siba)
17. "Papo de Surdo e Mudo"
18. "Me Deixa"
19. "Eu Quero Ver Gol"

## Créditos Musicais

### O Rappa
- Marcelo Falcão: vocal, violão e craviola
- Xandão: violão, craviola, viola caipira, bandolim, cavaco e acordólia
- Lauro Farias: baixolão e baby bass
- Marcelo Lobato: bateria, órgão, steel drums, campainhas, marimba, tubular bells e vibrafone

### Músicos convidados
- Marcos Lobato: vibrafone, piano de armário, piano, órgão e harmônio
- Cléber Sena: bateria, percussão e glockenspiel
- DJ Negralha: gramodisco, gramofone e percussão
- Pedro Leão: violão, craviola e bandolim
- Bernardo Aguiar: percussão
- Juninho: percussão
- Alessandra Rodrigues: backing vocals
- Play: backing vocals
- Vinícius Falcão: backing vocals

### Participações especiais
- Siba: rabeca em "Homem Amarelo", "Mitologia Gerimum" e "Cristo & Oxalá"
- Maria Rita: vocais em "O Que Sobrou do Céu" e "Rodo Cotidiano"

## Prêmios e indicações
| Ano  | Prêmio        | Categoria                       | Resultado | Ref.  |
| ---- | ------------- | ------------------------------- | --------- | ----- |
| 2006 | Grammy Latino | Melhor álbum de rock brasileiro | Indicado  | [ 4 ] |
| 2006 | Grammy Latino | Vídeo musical versão longa      | Indicado  | [ 4 ] |